# Riscaldatore per blocco motore

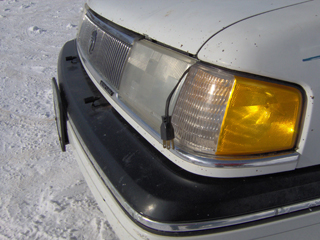
Veicolo munito di riscaldatore per blocco motore elettrico con presa sulla calandra

Il riscaldatore per blocco motore scalda il motore per facilitarne l'avvio durante i periodi climatici più rigidi, inoltre se previsto può garantire il riscaldamento del veicolo a motore spento.

## Tipologie

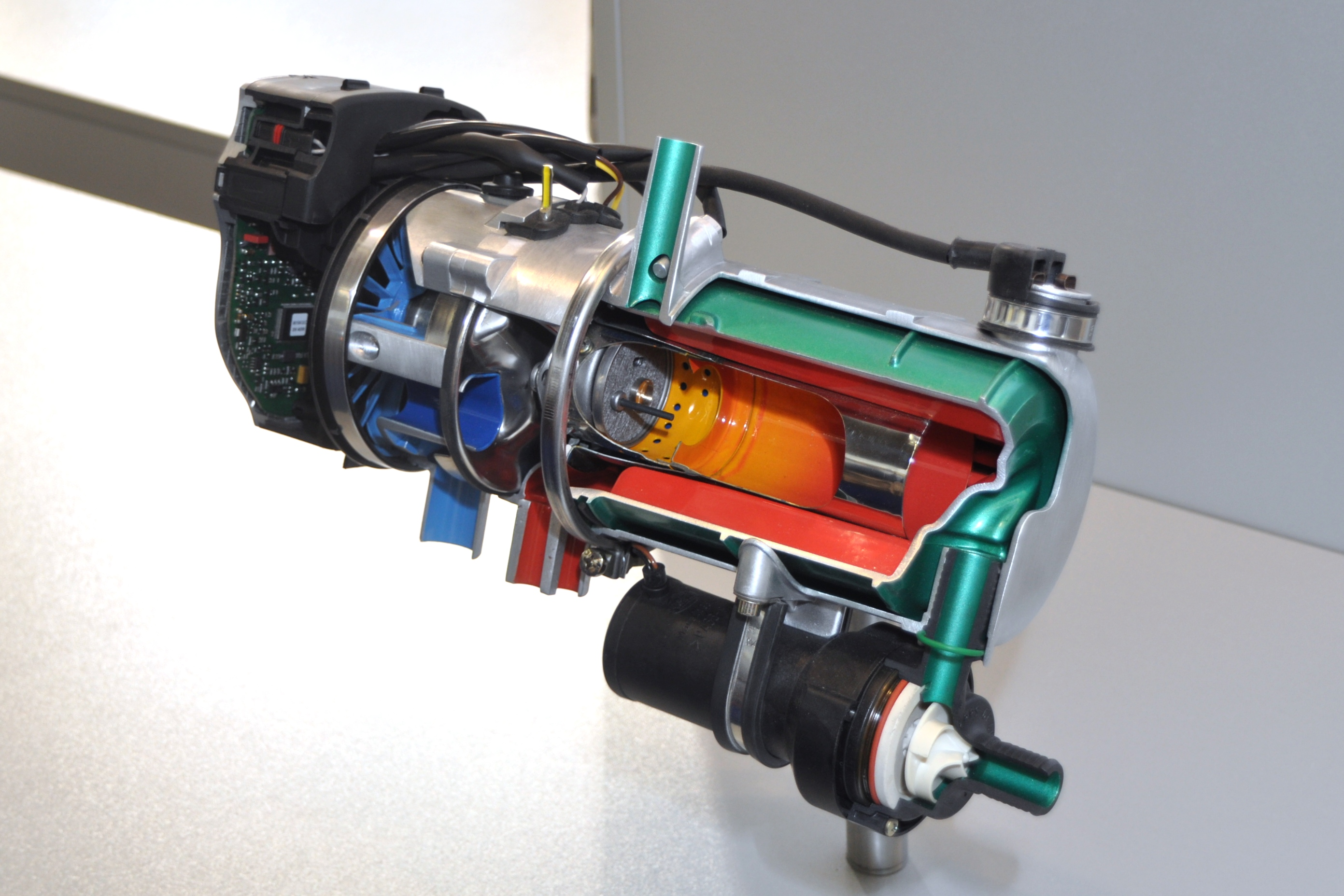
Riscaldatore per blocco motore a gasolio, munito di pompa per il liquido di raffreddamento

I riscaldatori possono essere di varia natura tecnologica:
- Elettrico, che presenta l'elemento nel blocco dei cilindri, collegato tramite un cavo di alimentazione spesso instradato attraverso la griglia del veicolo.
- Alimentati a combustibile, generalmente lo stesso combustibile del veicolo, in questo caso il refrigerante deve essere riscaldato e fatto circolare.
- Condensatore termico, si riscalda durante il funzionamento del motore e cede calore durante la sosta.

Inoltre possono essere applicati in vari modi:
- Integrato o fisso, il riscaldatore è inglobato nel motore o collegato ad esso in modo permanente
- Collegamento volante, generalmente di tipo magnetico e preferibilmente alla coppa dell'olio
- Multiuso, come nel caso dei riscaldatori che sostituiscono l'alta di livello dell'olio motore
- A copertura, in modo analogo alle termocoperte degli pneumatici da competizione

Le componenti riscaldate sono principalmente il gruppo termico, ma possono comprendere anche l'olio motore, migliorando anche la lubrificazione del motore appena avviato, tutto questo permette di ridurre le emissioni di idrocarburi incombusti e monossido di carbonio.
Il riscaldatore può essere utilizzato principalmente per:
- Riscaldare il motore per facilitarne l'avvio a freddo, funzione primaria dei riscaldatori per blocchi motore.
- Garantire il riscaldamento dell'abitacolo, se il sistema è previsto di una pompa del liquido permette il riscaldamento dell'abitacolo anche a motore spento.
- Funzione standby, permette di mantenere il motore sempre al di sopra di una temperatura minima durante le soste di medio-lunga permanenza velocizzando ulteriormente la messa in opera del motore.

## Utilizzo e studi

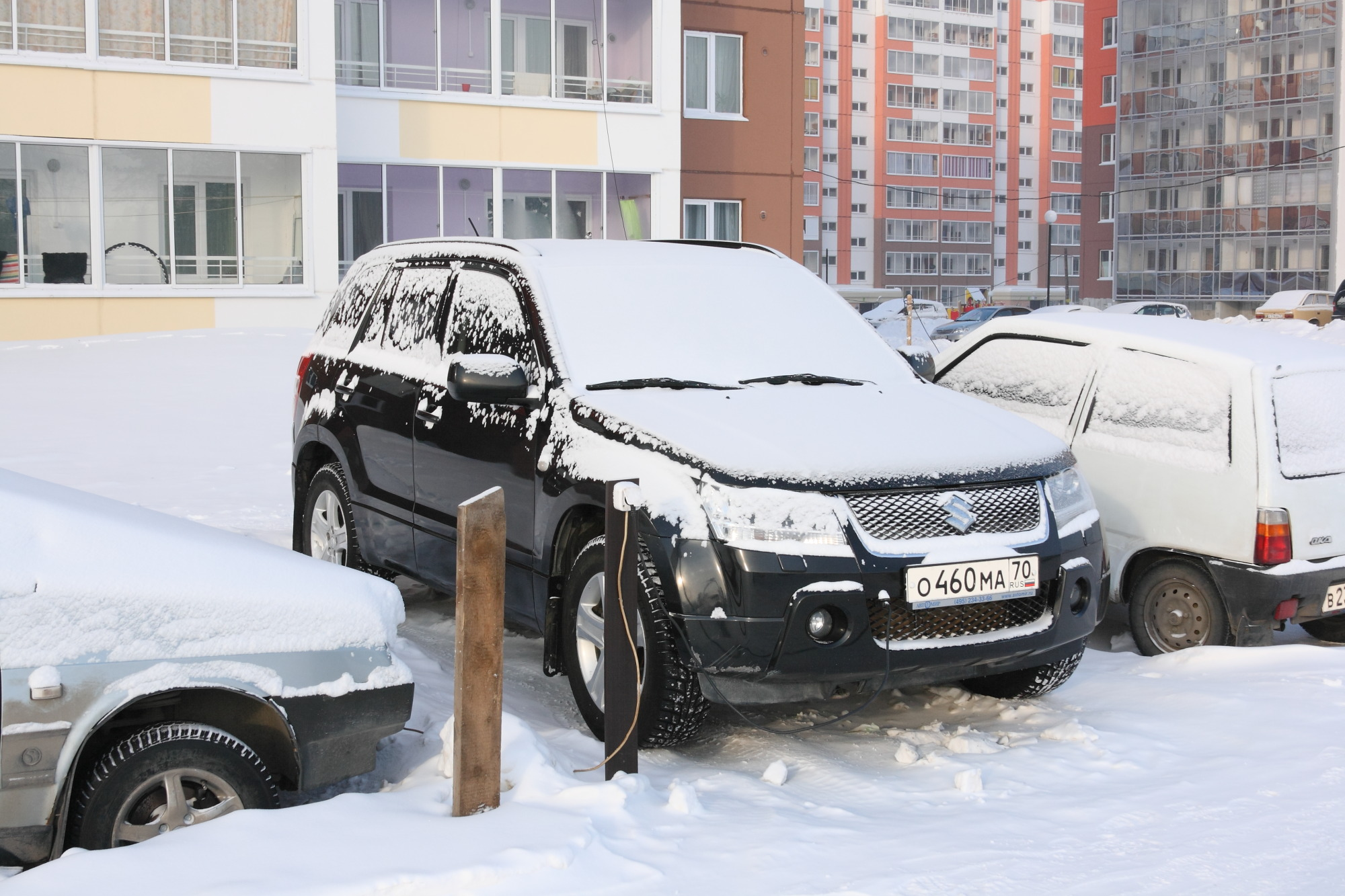
Veicolo munito di riscaldatore per blocco motore elettrico collegato a una fonte elettrica pubblica

Questi sistemi vengono utilizzati nelle regioni con inverni molto rigidi come il nord degli Stati Uniti, Canada, Russia e Scandinavia, dove in molti casi sono anche previsti di serie nei veicoli più recenti: nelle regioni con il clima estremamente rigido sono previste prese elettriche nei parcheggi pubblici o privati, soprattutto nei parcheggi multipiano, dove in alcuni casi la corrente elettrica viene erogata per 20 minuti e sospesa per 20 minuti, in modo da ridurre i costi di energia elettrica.
Una ricerca da parte del Dipartimento di Ingegneria agricola dell'Università di Saskatchewan dimostra che l'alimentazione di un riscaldatore del blocco motore per più di quattro ore prima di avviare un veicolo sia uno spreco di energia, indipendentemente dalla temperatura iniziale: si è constatato che dopo aver aumentato la temperatura del liquido di raffreddamento di quasi 20 °C (36 °F) in quel periodo di tempo, un uso continuato del riscaldatore per un'ulteriore una, due o più ore fa aumentare la temperatura di soli 2 o 3 gradi Celsius, mentre la temperatura dell'olio del motore in quel periodo aumenta di appena 5 °C (9,0 °F).

## Storia
Andrew Freeman di Grand Forks, North Dakota, ha inventato il riscaldatore a testa di vite intorno al 1940 e ha ricevuto un brevetto per esso l'8 novembre del 1949, nel 1951 Freeman ha ricevuto un altro brevetto per un migliore riscaldatore a testa di vite.
Questi primi riscaldatori sostituito una delle viti della testata del motore con una uguale, ma munite di una cava che conteneva un elemento riscaldante resistivo.
Prima che fosse introdotto il riscaldatore, venivano utilizzati diversi espedienti per riscaldare il motore, come versare acqua calda sul blocco motore o l'uso di braci spalate sotto il motore del veicolo.
Durante l'alba del trasporto aereo e prima della guerra del Nord Canada, gli aviatori hanno volato con ingegneri di volo che erano responsabili per la preparazione dei motori radiali per l'arresto e la messa a mitigare gli effetti delle temperature sotto lo zero. L'ingegnere di volo era responsabile per lo scarico dell'olio in segmenti di notte, e pre-riscaldamento del motore e le benne di olio con una coperta avvolta intorno al motore e un dispositivo noto come un vaso blow, essenzialmente un motore jet a kerosene usato per riscaldare il motore diverse ore prima del volo.